# James Mitchell Varnum

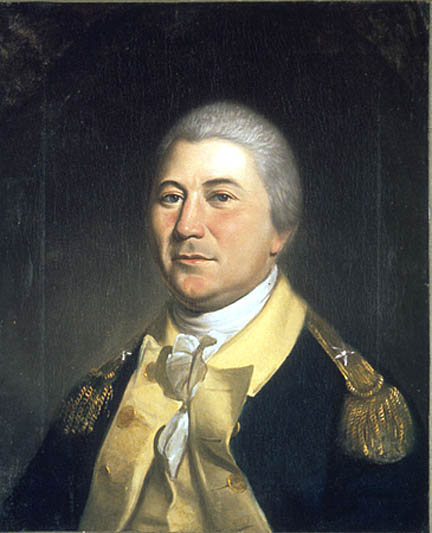
General James Mitchell Varnum (1748–1789), posthum 1804 von Charles Willson Peale gemalt

James Mitchell Varnum (* 17. Dezember 1748 in Dracut, Province of Massachusetts Bay; † 10. Januar 1789 in Marietta, Nordwestterritorium) war ein amerikanischer Richter und General. Er kämpfte im Amerikanischen Unabhängigkeitskrieg als General der Kontinentalarmee gegen die britischen Einheiten, so zum Beispiel bei der Belagerung Bostons zu Beginn des Krieges. Im Frühjahr 1779 beendete er seine Militärlaufbahn und wurde in den 1780er Jahren zweimal als Delegierter von Rhode Island in den Kontinentalkongress gesandt. Im Anschluss wurde er als Richter in die erste von amerikanischen Siedlern in Ohio gegründete Stadt geschickt. Nach etwa einem Jahr Aufenthalt in Marietta starb er dort an Tuberkulose. Sein Haus in Rhode Island ist heute ein Museum.

## Bis zum Unabhängigkeitskrieg
James Mitchell Varnum wurde am 17. Dezember 1748 in Dracut, Massachusetts, als älterer von zwei Söhnen geboren. Sein jüngerer Bruder, Joseph Bradley Varnum, wurde später Jurist und Sprecher des Repräsentantenhauses. Die Mutter Hannah Mitchell war eine direkte Nachfahrin von Francis Cooke, einem der Passagiere der Mayflower, des Schiffs, mit dem die „Pilgerväter“ von Mittelengland nach Amerika segelten. Sie und Varnums Vater, Samuel Varnum, waren wohlhabende Farmer, die ihrem Sohn ein Studium in Harvard ermöglichten. Im April 1768, in seinem dritten Studienjahr, half er, einen Protest der Studenten gegen ihre Lehrer zu organisieren. Viele der Studenten, unter ihnen auch Varnum, mussten die Hochschule als Folge dieses Aufruhrs verlassen. Die meisten kehrten allerdings wieder zurück und durften auch weiter studieren, Varnum hingegen kehrte der Universität den Rücken. Er immatrikulierte sich am 23. Mai 1768 am College von Rhode Island, der heutigen Brown University. Im folgenden Jahr schloss er das Studium mit Auszeichnungen erster Klasse ab und erwarb mit zweiundvierzig weiteren Absolventen den B.A.-Abschluss. In seiner Abschlussarbeit vertrat er noch den Standpunkt, dass Amerika nicht gegen England rebellieren dürfe, um die Unabhängigkeit anzustreben.
Bevor Varnum sich dazu entschloss, beim damaligen Justizminister Rhode Islands (Attorney General) Oliver Arnold Jura zu studieren, unterrichtete er an einer Grundschule in seinem Geburtsort Dracut. Am 2. Februar 1770 heiratete er Martha Child aus Warren, Rhode Island, eine Tochter von Cromwell und Roby Child, die er während seines Studiums kennen gelernt hatte. Das Paar hatte keine Kinder. Sie zogen 1771 nach East Greenwich im Kent County, Rhode Island. Im selben Jahr wurde er dort vor Gericht als Anwalt vereidigt.
Varnum eröffnete in der Stadt eine Rechtsanwaltskanzlei und machte ein Jahr später am College von Rhode Island seinen M.A.-Abschluss. Unter den ersten Klienten war Nathanael Greene mit seinen Brüdern aus Potowomut, Warwick. Zwischen ihm und Greene entwickelte sich eine lang andauernde Freundschaft. Durch seine vielfach bewunderte Redegewandtheit und Intelligenz errang er eine gewisse Berühmtheit.

## Militärische Karriere

### Belagerung Bostons
Die großen Spannungen der frühen 1770er Jahre in Nordamerika veranlassten Varnum, seine Anwaltspraxis aufzugeben. Seine Sympathien für die Whig-Partei waren seit 1774 offensichtlich, weshalb er im August des Jahres ein Mitglied des Ausschusses wurde, der Versorgungsgüter für die Bewohner Bostons beschaffte, die unter der Boston Port Bill zu leiden hatten. Bereits im Oktober wechselte er in einen anderen Ausschuss, in dem die Notwendigkeit einer eigenen Armee für Rhode Island beratschlagt wurde. Am 16. Oktober wurden die Kentish Guards gegründet, die unter Varnums Leitung gestellt wurden.
Als im April 1775 im benachbarten Massachusetts die Amerikanische Revolution ausbrach, bildete die Regierung Rhode Islands aus Freiwilligen aus dem Kent- und dem King-County, dem heutigen Washington County, eine Einheit. Sie wurde Varnum unterstellt und meist nur noch Varnums Regiment genannt. Diese Truppen waren an der Belagerung Bostons beteiligt. Im Juni 1775 trat Varnums Regiment in die Kontinentalarmee ein, wo es einen Monat später Nathanael Greene unterstellt wurde. Nach einer Neuorganisation der Kontinentalarmee Anfang 1776 wurde das 9. Kontinentalregiment gebildet, das fortan von Varnum geleitet wurde. Ihm gelang es, die Briten noch im März aus Boston zu vertreiben, doch erlitt das Regiment in den folgenden Schlachten um New York herbe Verluste.

### Verlauf des Unabhängigkeitskrieges

General James Mitchell Varnum, im kleinen Bild daneben seine Frau Martha Child

1776 war Varnums Regiment häufig im Einsatz. Im April wurde es nach New York entsandt, wo es beim Bau von Verteidigungsanlagen um die Brooklyn Heights helfen sollte. Im Sommer zögerte Varnum, als George Washington ihm das Angebot unterbreitete, ihn zu befördern. Er spielte zunächst mit dem Gedanken, das Angebot anzunehmen, entschied sich letztlich aber doch dafür, Kommandant des Rhode-Island-Regiments zu bleiben. Bei der Schlacht von Long Island im August gelang es der Armee nicht, die Besetzung New Yorks aufrechtzuerhalten. Innerhalb eines Tages wurden sämtliche amerikanischen Einheiten von dort vertrieben.
Bei der Schlacht von Harlem Heights im folgenden Monat fesselte Varnum eine Krankheit ans Bett. Archibald Crary übernahm beim Kampf um die Verteidigung Manhattans die Führung. Als die Amerikaner sich bereits auf dem Rückzug befanden, provozierten die Briten sie mit lauten Signalhörnern dermaßen, dass sie sich nochmals den Briten entgegenstellten. Militärisch zwar ein unentschiedener Kampf, war dies dennoch für die Amerikaner ein psychologisch wichtiger Erfolg. Kurz darauf konnten die Amerikaner im Oktober in der Schlacht von White Plains die Besetzung von New York nicht durchbrechen. Unzufrieden mit der Situation, dachte Varnum erneut daran, aus der Armee auszutreten. Doch wurde er vom Gouverneur von Rhode Island, Nicholas Cooke, umgestimmt.
Während die Armee im Wintercamp war, wurde Varnum am 12. Dezember 1776 zum Brigadegeneral ernannt, was am 21. Februar 1777 vom kontinentalen Kongress auch bestätigt wurde. Im Frühjahr bereitete er auf Befehl Washingtons Krankenhäuser vor, um Pockenimpfungen gewährleisten zu können, während er gleichzeitig neue Rekruten für die Armee anwarb. Im Juni führte er seine Truppen nach Süden, um britische Truppenbewegungen nach New Jersey zu verhindern, was allerdings misslang. Nach dem Angriff auf Philadelphia durch den britischen General William Howe, waren Varnums Truppen an der Schlacht von Germantown beteiligt. Anschließend bewies er großen Mut, als er beschloss die Verteidigungsposten der Forts Mifflin und Mercer zu halten, an denen die Engländer scheiterten.

### Black Regiment
Varnum zog anschließend mit den verbliebenen Kräften in das amerikanische Lager bei Valley Forge ein, einem Dorf etwa 18 Meilen nordwestlich von Philadelphia, in das im Winter 1777/78 Teile der Kontinentalarmee zogen, um den Soldaten Gelegenheit zur Regeneration zu gewähren. Varnum sollte die Verluste von George Washingtons Armee ausgleichen, welche nach der verlorenen Schlacht von Long Island nur noch rund 5.000 Mann stark war. Während der Zeit in Valley Forge lebte Varnum in einem Zimmer im Haus von David and Elizabeth Stephens und deren Familie. Dieses Haus wurde von den Generälen immer nur Varnum's House genannt. In diesem Gebäude trafen sich die Generäle sehr oft, um über ihre weiteren Pläne zu beraten. Von dort aus forderte Varnum den Kontinentalkongress auf, ihm größere Unterstützung zur Verfügung zu stellen. Jedoch wurden an vielen Stellen die Soldaten knapp und Varnum kam schließlich auf die Idee, dass man doch Schwarze und Indianer auch als Soldaten rekrutieren könne. Er und Greene überzeugten Washington von der Notwendigkeit eines Black Regiments, welches nach der Gründung unter die Führung von Colonel Christopher Greene gestellt wurde. Varnum schlug Washington den Cousin seines Freundes Nathaniel Greene für diese Aufgabe vor, der bereits in der Schlacht von Québec im Jahr 1775 auf sich aufmerksam gemacht hatte, und auch in den Augen Washingtons bestens dafür geeignet war. Varnum hatte ihn beauftragt das strategisch wichtige Fort Mercer zu bewachen, welches bei der britisch besetzten Stadt Philadelphia lag, um so deren Versorgung zu verhindern, und ließ ihm zur Verteidigung 400 Soldaten zurück. Die zum Teil nur schlecht ausgebildeten amerikanischen Soldaten wurden 1777 von etwa 1.200 britischen und hessischen Soldaten angegriffen, die jedoch von Greene besiegt wurden. Varnum ging mit Washingtons Zustimmung zurück nach Rhode Island, um die Regierung davon zu überzeugen und die Sklavenbesitzer zu überreden, ihre Sklaven der Armee zur Verfügung zu stellen. Die Rhode-Island-Regimenter ließ er derweil in Valley Forge unter der Leitung von Colonel Israel Angell zurück. Die größten Sorgen, die bei der Idee Schwarze und Indianer zu bewaffnen, aufkamen, waren Ängste vor einer Rebellion der Schwarzen, die sich für ihre Versklavung rächen könnten. Auch wurde angezweifelt, dass sie so gut wie weiße Soldaten kämpfen würden und daher nutzlos seien. Trotzdem ging man davon aus, dass der Wunsch nach Unabhängigkeit auch bei den Schwarzen und Indianern vorhanden sei. Nachdem die Regierung von Rhode Island ihre Zustimmung zum Aufbau einer Abteilung aus bewaffneten Sklaven gegeben hatte, wurde eine Truppe von etwa 225 Männern aufgestellt. Die Besitzer der Sklaven wurden von der Regierung entschädigt. Da dies die einzige Einheit war, die komplett aus Schwarzen bestand, wurde sie als Black Regiment bekannt.

### Ende der Militärlaufbahn
Im Sommer 1778 wurde General John Sullivan nach Newport in Rhode Island versetzt. Er hatte die Belagerung von Philadelphia nicht durchbrechen können und sollte mit dem unbedeutenden Posten bestraft werden. Als Varnum die Rekrutierung seines Black Regiments weitgehend abgeschlossen hatte, stieß er zu ihm, um die Stärke des Feindes in Newport festzustellen. Nachdem sie erfolglos versucht hatten die britischen Streitkräfte aus Newport zu vertreiben, verfasste Varnum einen Brief an Washington, in dem er von Problemen bei der Bezahlung und der Moral seiner Truppen schrieb. Damit verärgerte er Sullivan, da er sich bei Unzufriedenheiten nicht zuerst an ihn gewendet hatte. Varnum beschloss daraufhin, zum einen aus Ärger über Sullivan, zum anderen um wieder bei seiner Familie zu sein, aus dem Dienst auszutreten. Am 5. März 1779 verließ er die Armee. Als Dank für seine Dienste wurde er in Rhode Island zum Major General ernannt.

## Jurist, Delegierter, Richter
Varnum kehrte nach East Greenwich zurück, um wieder als Jurist zu arbeiten. Vor Gericht gewann Varnum den Fall Trevett V. Weeden, den ersten Fall, in dem eine richterliche Entscheidung für verfassungswidrig erklärt wurde.
Zweimal wurde Varnum in den Kontinentalkongress gewählt, dessen Mitglied er vom 16. Dezember 1780 bis 1782 und von 1786 bis 1787 als Delegierter Rhode Islands war. Während seiner beiden Amtszeiten trat er für die Errichtung einer starken, zentralen Regierung ein. Zwischen den Amtszeiten arbeitete er in seinem Anwaltsberuf. Er trat der Society of the Cincinnati bei, einer Vereinigung amerikanischer Offiziere, die sich für die Rechte und die Versorgung der Soldaten und deren Hinterbliebenen einsetzten. Varnum wurde 1787 Präsident der Gesellschaft.
Noch im selben Jahr, am 29. August 1787, wurde er zu einem von sechs Direktoren der Ohio Company gewählt, zu deren Gründern er zählte. Diese Gesellschaft wurde eingerichtet, um Siedlungen im Nordwestterritorium, einem Gebiet westlich von Pennsylvania und nördlich des Ohio Rivers, zu errichten. Nachdem Arthur St. Clair, ein ehemaliger General im Krieg, zum Gouverneur des Territoriums ernannt worden war, wurde Varnum als Richter in das neue Gebiet geschickt. Er erreichte die neugegründete Stadt Adelphia am 5. Juni 1788. Eine seiner ersten Amtshandlungen war die Einführung einer Rechtsordnung für die Siedlung und die Umbenennung der Stadt in Marietta. Die Stadt wurde nach der Königin Frankreichs Marie-Antoinette benannt, zum Dank für die Unterstützung Frankreichs im Krieg. Später eröffnete er den ersten Gerichtssaal der Stadt.
Zu dieser Zeit verschlechterte sich sein Gesundheitszustand bereits zunehmend. Die Tuberkulose zwang ihn, von seinem Amt als Richter zurückzutreten. In einem Brief an seine Frau vom 18. Dezember 1788 berichtete er von seinen Plänen nach New Orleans zu gehen, und von dort aus nach Rhode Island, in der Hoffnung die Klimaänderung könnte gut für seine Lunge sein. Er blieb jedoch in Marietta, wo er in der Nacht vom 9. zum 10. Januar 1789 starb.
Er wurde zunächst in der Nähe der Stadt begraben und Jahre später, zusammen mit anderen Leichnamen von Offizieren, auf dem Oak Grove Cemetery erneut begraben.

## Varnums Haus

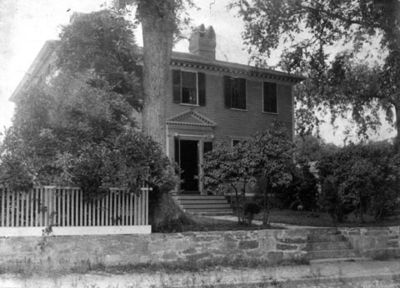
Das Haus von James Mitchell Varnum auf einer Fotografie von 1887

Varnum zog 1771 nach East Greenwich, Rhode Island und kaufte für 90 Dollar ein Grundstück von einem John Peirce. Varnum baute hier sein Haus in den nordöstlichen Teil des etwa 8.000 m² (zwei Acre) großen Grundstücks, das er mit seiner Frau Martha Child zusammen bewohnte, bis er 1788 nach Marietta umsiedelte. Da sich das Haus heute in einem nahezu unveränderten Zustand befindet, ist das Varnum House als Beispiel des Baustils des späten achtzehnten Jahrhunderts in die Nationale Liste der Historischen Plätze Amerikas aufgenommen worden. Das Haus wurde 1939 von der Varnum Continentals, der Nachfolgerin der Einheiten Varnums, gekauft und ist heute mit Möbeln und Ausstellungsstücken aus der damaligen Zeit zu besichtigen.

## Referenzen